# Nové Dvory (ort i Tjeckien, Mellersta Böhmen, lat 49,97, long 15,33)
Nové Dvory är en köping i Tjeckien.   Den ligger i regionen Mellersta Böhmen, i den centrala delen av landet, 70 km öster om huvudstaden Prag. Nové Dvory ligger 211 meter över havet och antalet invånare är 831.
Terrängen runt Nové Dvory är huvudsakligen platt, men västerut är den kuperad.Runt Nové Dvory är det ganska tätbefolkat, med 134 invånare per kvadratkilometer. Närmaste större samhälle är Kutná Hora, 4,8 km sydväst om Nové Dvory. Trakten runt Nové Dvory består till största delen av jordbruksmark.